# Bataille de Vác
Grande guerre turque
Batailles
- Vienne
- Párkány
- Vác
- Buda (1)
- Érsekújvár
- Eperjes (en)
- Kassa
- Buda (2)
- Pécs
- Mohács
- Crimée (1)
- Belgrade (1)
- Batočina (en)
- Crimée (2)
- Niš
- Zărnești
- Kačanik
- Mytilène (en)
- Belgrade (2)
- Slankamen
- Belgrade (3)
- Îles Inousses
- Chios
- Zeytinburnu
- Azov
- Lugos
- Andros (1)
- Ulaş
- Cenei (en)
- Andros (2) (en)
- Zenta
- Podhajce
- Samothrace

La bataille de Vác est un affrontement ayant eu lieu le 27 juin 1684 durant la grande guerre turque près de la ville de Vác en Hongrie. Elle oppose les forces de l'Empire ottoman à celles du Saint-Empire romain germanique. L'armée ottomane de Kara Mohammed Pacha, gouverneur de Buda  regroupe les forces de sa province, celles des pachaliks de Timisoara, d'Eger, de Bosnie, des Tatars de Crimée et des troupes récemment arrivées d’Égypte. L'armée impériale était commandée par Charles V de Lorraine. Le combat commence vers 10 heures du matin par des escarmouches et échanges d'artillerie. Une charge de la cavalerie turque est repoussée ; puis l'infanterie turque tente une attaque contre l'aile droite des Impériaux mais elle est prise de flanc par la cavalerie de Louis de Bade ; une partie est taillée en pièces et le reste se réfugie dans la ville, tandis que la cavalerie turque, plus rapide, s'enfuit. Le jour même, l'armée impériale bombarde la forteresse de Vác qui capitule : la garnison obtient la vie sauve.

## Sources
- (en) Cet article est partiellement ou en totalité issu de l’article de Wikipédia en anglais intitulé « Battle of Vác » (voir la liste des auteurs).